# شیخ جنگل
شیخ جنگل یک منطقه روستایی و مرکز ولسوالی شیخ‌علی در ولایت پروان افغانستان است. باشندگان این ولسوالی عمدتاً از قوم هزاره هستند و به‌طور مطلق هزاره‌نشین محسوب می‌شود. 

## موقعیت جغرافیایی
شیخ‌جنگل در شمال‌غرب ولایت پروان واقع شده و به‌عنوان مرکز ولسوالی شیخ‌علی شناخته می‌شود. این ولسوالی از جنوب با ولسوالی سرخ‌پارسا، از شرق با ولسوالی غوربند، از غرب با ولایت بامیان و از شمال با ولایت بغلان هم‌مرز است.